# فيسلين ستويكوف
فيسلين ستويكوف هو لاعب كرة قدم بلغاري في مركز الهجوم، ولد في 27 أغسطس 1986 في بلاغويفغراد في بلغاريا. لعب مع PFC Bansko ‏.

## وصلات خارجية
- فيسلين ستويكوف على موقع قاعدة بيانات كرة القدم.إي يو (الإنجليزية)
- فيسلين ستويكوف على موقع Soccerway.com (الإنجليزية)